# Gottardo Arena
Pour l'ancien stade, voir Patinoire de la Valascia.
La Gottardo Arena est une patinoire couverte de Suisse inaugurée en 2021. Située à Quinto, dans le canton du Tessin, à quelques kilomètres du tunnel du Gothard, elle accueille les matchs du HC Ambrì-Piotta, qui évolue en National League.

## Historique
Depuis décembre 2010, le club sait qu’il ne peut obtenir les autorisations pour rénover la Patinoire de la Valascia et doit se lancer dans le projet d’un nouveau stade. En décembre 2011, un accord est signé entre la commune de Quinto et le club pour planifier un projet de stade sur l’aérodrome en bordure de l’autoroute A2. En décembre 2014, le gouvernement tessinois accorde un prêt de 5 millions de francs suisses pour le nouveau stade, portant le budget du club à environ 40 millions de franc suisse. La commune pour sa part cède gratuitement le terrain.
En raison de contraintes de temps, aucun appel d’offres public n’est lancé. En janvier 2015, l’architecte Mario Botta, grand supporter du club, reçoit le mandat de concevoir la nouvelle arène. Le bureau d’architecture de Jachen Könz, situé à Lugano dépose une plainte auprès du tribunal administratif cantonal pour non-respect de la procédure. Cette plainte est déboutée mais engendre des retards dans le projet.
En août 2015, le projet est exposé, une patinoire pouvant accueillir 7000 spectateurs, avec des bureaux et des restaurants sont prévus. Mais le budget se retrouve augmenté à 50 millions de Franc suisse.
En 2017, les dirigeants de la ligue accordent une autorisation provisoire de continuer à utiliser la Valascia le temps que la nouvelle patinoire soit construite. Devant le problème de budget, il est même évoqué que le club pourrait déménager à Castione, près de Bellinzone. Mais la commune de Quinto intervient à nouveau, promettant une aide financière si le projet garantit une utilisation multifonctionnelle.
La construction débute en avril 2019, pour un budget total de 53 millions de Franc suisse, comprenant aussi le démantèlement de l’ancienne Valascia.
En mars 2020, les travaux de construction sont interrompus en raison de la Pandémie de Covid-19, mais sont ensuite poursuivis dans un système à deux équipes de travail. Le 24 avril 2021 la nouvelle patinoire est présentée au public et l’ouverture initiale est prévue pour août 2021 .
Le premier match dans la patinoire a lieu le 11 septembre 2021, face au HC Fribourg-Gottéron. Les Léventins s’imposent sur le score de 6-2. Le premier buteur est Johnny Kneubuehler.
En raison des travaux restants, ce premier match n’est pas l’inauguration officielle de la patinoire, cette dernière est prévue pour le 18 décembre 2021, mais en raison de la pandémie, cette date est reportée de manière indéterminée.

## Description
Le stade multifonctionnel est un bâtiment de trois étages avec un toit voûté. Le rez de chaussée abrite l’espace d’accueil du public et répartit le flux de visiteurs dans les différents espaces de spectateurs pouvant accueillir 6775 personnes, soit l’équivalent du code postal de la commune de Quinto. le bar des supporters situé vers la Curva est construit avec du bois obtenu de l'ancienne patinoire, pour intégrer l'histoire du club à cette nouvelle structure selon les dire du président. Un restaurant d’une capacité de 80 couverts est également aménagé, l’Osteria Valascia, qui a pour but d’être ouvert 7 jours sur 7.
Le premier étage comprend le restaurant 1937 d’une capacité de 120 couverts, un restaurant à fondue pouvant accueillir 80 personnes, ainsi différents espaces de vente et de service. Le deuxième étage abrite les bureaux administratifs du club, les loges VIP et les installations de diffusion télévisuelle.
Les vestiaires sont situés au sous-sol, ainsi que les salles d’entraînement et un abri de protection civile, comme dans l’ancienne patinoire.

## Sources
- (de) Cet article est partiellement ou en totalité issu de l’article de Wikipédia en allemand intitulé « Nuova Valascia » (voir la liste des auteurs).